# Spilosoma discolinea
Spilosoma discolinea là một loài bướm đêm thuộc phân họ Arctiinae, họ Erebidae.